# Saint-Gervais-de-Vic
Pour les articles homonymes, voir Saint-Gervais.
Saint-Gervais-de-Vic est une commune française, située dans le département de la Sarthe en région Pays de la Loire, peuplée de 392 habitants.
La commune fait partie de la province historique du Maine, et se situe dans le Haut-Maine.

## Géographie
| Sainte-Cérotte          | Saint-Calais         | Saint-Calais, Savigny-sur-Braye (Loir-et-Cher)     |
| Sainte-Cérotte, Cogners | Saint-Gervais-de-Vic | Savigny-sur-Braye (Loir-et-Cher)                   |
| La Chapelle-Huon        | La Chapelle-Huon     | Savigny-sur-Braye (Loir-et-Cher), La Chapelle-Huon |

## Hameaux, lieux-dits et écarts
- Les Mésengères.

### Climat
Pour des articles plus généraux, voir Climat des Pays de la Loire et Climat de la Sarthe.
En 2010, le climat de la commune est de type climat océanique dégradé des plaines du Centre et du Nord, selon une étude du CNRS s'appuyant sur une série de données couvrant la période 1971-2000. En 2020, Météo-France publie une typologie des climats de la France métropolitaine dans laquelle la commune est exposée à un climat océanique altéré et est dans la région climatique  Moyenne vallée de la Loire, caractérisée par une bonne insolation (1 850 h/an) et un été peu pluvieux. 
Pour la période 1971-2000, la température annuelle moyenne est de 11,2 °C, avec une amplitude thermique annuelle de 15 °C. Le cumul annuel moyen de précipitations est de 729 mm, avec 11,4 jours de précipitations en janvier et 7,3 jours en juillet. Pour la période 1991-2020, la température moyenne annuelle observée sur la station météorologique de Météo-France la plus proche, sur la commune de Choue à 19 km à vol d'oiseau, est de 11,9 °C et le cumul annuel moyen de précipitations est de 645,6 mm,. Pour l'avenir, les paramètres climatiques de la commune estimés pour 2050 selon différents scénarios d'émission de gaz à effet de serre sont consultables sur un site dédié publié par Météo-France en novembre 2022.

## Urbanisme

### Typologie
Au 1er janvier 2024, Saint-Gervais-de-Vic est catégorisée commune rurale à habitat dispersé, selon la nouvelle grille communale de densité à sept niveaux définie par l'Insee en 2022.
Elle est située hors unité urbaine. Par ailleurs la commune fait partie de l'aire d'attraction de Saint-Calais, dont elle est une commune de la couronne,. Cette aire, qui regroupe 10 communes, est catégorisée dans les aires de moins de 50 000 habitants,.

### Occupation des sols
L'occupation des sols de la commune, telle qu'elle ressort de la base de données européenne d’occupation biophysique des sols Corine Land Cover (CLC), est marquée par l'importance des territoires agricoles (94,2 % en 2018), en diminution par rapport à 1990 (96,1 %). La répartition détaillée en 2018 est la suivante : 
terres arables (73,3 %), prairies (20,3 %), forêts (3,9 %), zones urbanisées (1,9 %), zones agricoles hétérogènes (0,5 %). L'évolution de l’occupation des sols de la commune et de ses infrastructures peut être observée sur les différentes représentations cartographiques du territoire : la carte de Cassini (XVIIIe siècle), la carte d'état-major (1820-1866) et les cartes ou photos aériennes de l'IGN pour la période actuelle (1950 à aujourd'hui).

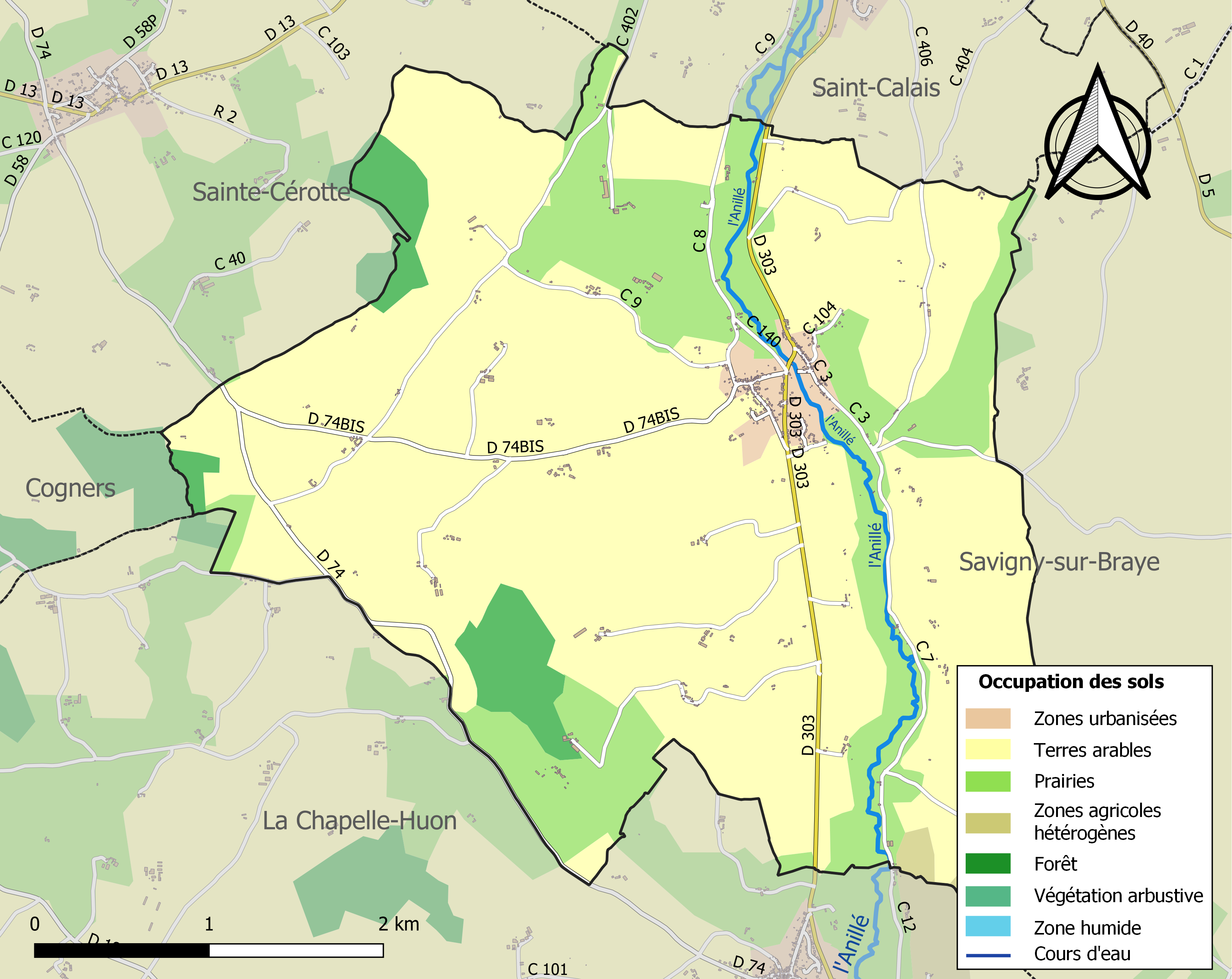
Carte des infrastructures et de l'occupation des sols de la commune en 2018 (CLC).

## Toponymie
Les formes Vy (XIIIe siècle) et Sainct Gervaise de Vy (1506) sont attestées. La paroisse est dédiée à saint Gervais, martyr du Ier siècle. Le latin vicus désigne une « localité », un « village ».
Le gentilé est Gervaisien.

## Histoire

### XVeetXVIesiècles
En 1521, Guillaume Le Picart écuyer, seigneur de Boille et des Mésengères, avec son épouse Marie d'Illiers ,.

## Politique et administration
| Période                                  | Période   | Identité         | Étiquette | Qualité              |
| ---------------------------------------- | --------- | ---------------- | --------- | -------------------- |
| (avant 2001)                             | mars 2008 | Jean Marie       |           |                      |
| mars 2008                                | mai 2020  | Maryline Pilette | SE        | Secrétaire comptable |
| mai 2020                                 | En cours  | Claude Darroy    | SE        | Ingénieur retraité   |
| Les données manquantes sont à compléter. |           |                  |           |                      |

Le conseil municipal est composé de onze membres dont le maire et trois adjoints.

## Démographie
L'évolution du nombre d'habitants est connue à travers les recensements de la population effectués dans la commune depuis 1793. Pour les communes de moins de 10 000 habitants, une enquête de recensement portant sur toute la population est réalisée tous les cinq ans, les populations de référence des années intermédiaires étant quant à elles estimées par interpolation ou extrapolation. Pour la commune, le premier recensement exhaustif entrant dans le cadre du nouveau dispositif a été réalisé en 2004.
En 2022, la commune comptait 392 habitants, en évolution de −1,75 % par rapport à 2016 (Sarthe : −0,25 %, France hors Mayotte : +2,11 %).
Saint-Gervais-de-Vic a compté jusqu'à 803 habitants en 1831.
| 1793 | 1800 | 1806 | 1821 | 1831 | 1836 | 1841 | 1846 | 1851 |
| ---- | ---- | ---- | ---- | ---- | ---- | ---- | ---- | ---- |
| 603  | 643  | 696  | 748  | 803  | 700  | 664  | 653  | 634  |

| 1856 | 1861 | 1866 | 1872 | 1876 | 1881 | 1886 | 1891 | 1896 |
| ---- | ---- | ---- | ---- | ---- | ---- | ---- | ---- | ---- |
| 590  | 585  | 589  | 557  | 532  | 542  | 564  | 537  | 559  |

| 1901 | 1906 | 1911 | 1921 | 1926 | 1931 | 1936 | 1946 | 1954 |
| ---- | ---- | ---- | ---- | ---- | ---- | ---- | ---- | ---- |
| 550  | 581  | 595  | 545  | 519  | 544  | 504  | 648  | 548  |

| 1962 | 1968 | 1975 | 1982 | 1990 | 1999 | 2004 | 2006 | 2009 |
| ---- | ---- | ---- | ---- | ---- | ---- | ---- | ---- | ---- |
| 580  | 490  | 478  | 419  | 402  | 399  | 388  | 387  | 380  |

| 2014 | 2019 | 2022 | - | - | - | - | - | - |
| ---- | ---- | ---- | - | - | - | - | - | - |
| 398  | 387  | 392  | - | - | - | - | - | - |

## Culture locale et patrimoine

### Lieux et monuments
- Église Saint-Gervais-Saint-Protais, inscrite au titre des Monuments historiques depuis le 22 décembre 1927[23]. Elle abrite quelques œuvres classées monuments historiques au titre d'objets[24].
- Manoir de la Béchuère, du XVe siècle, avec chapelle, inscrit  au titre des monuments historiques depuis le 27 décembre 1979[25].

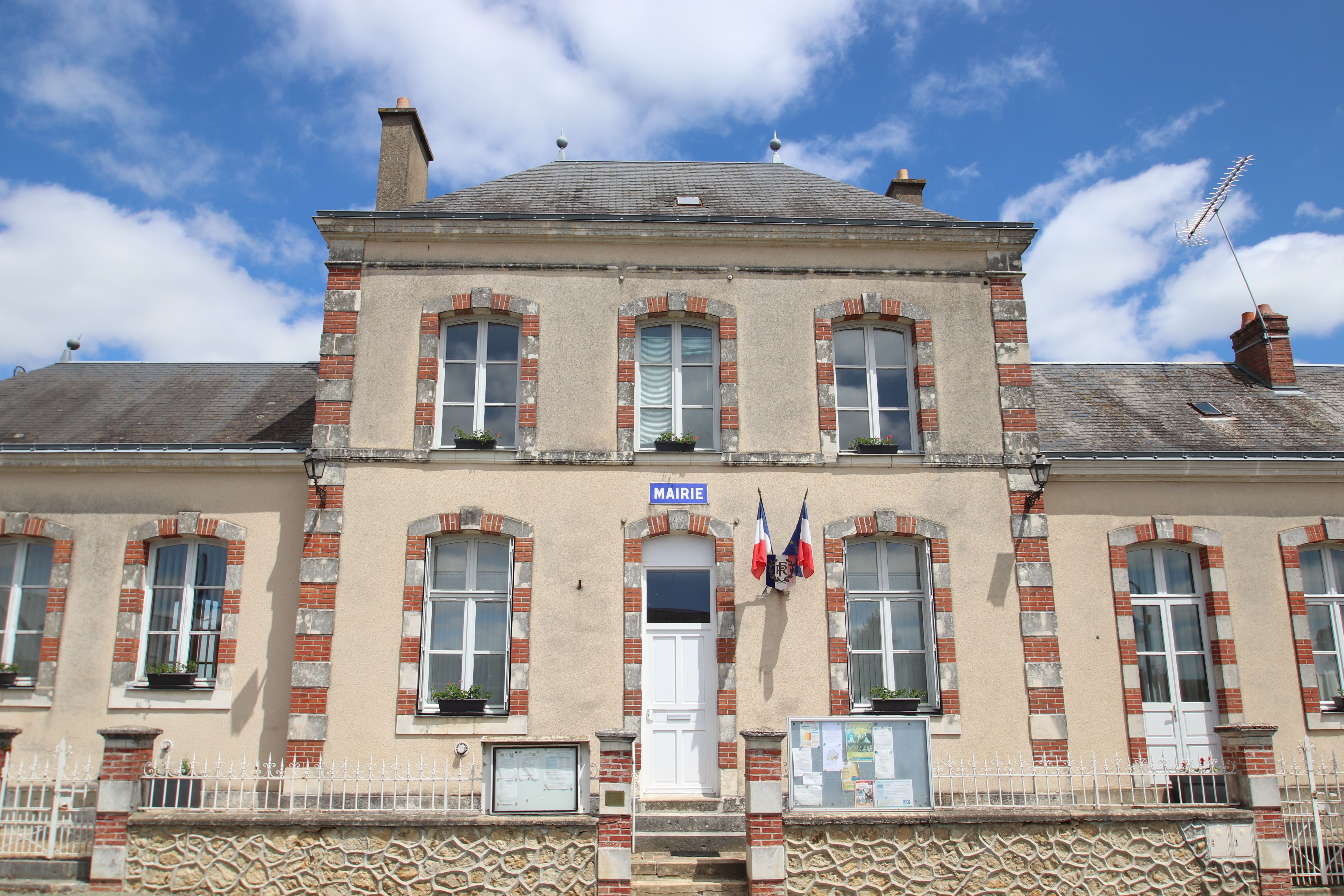
La mairie
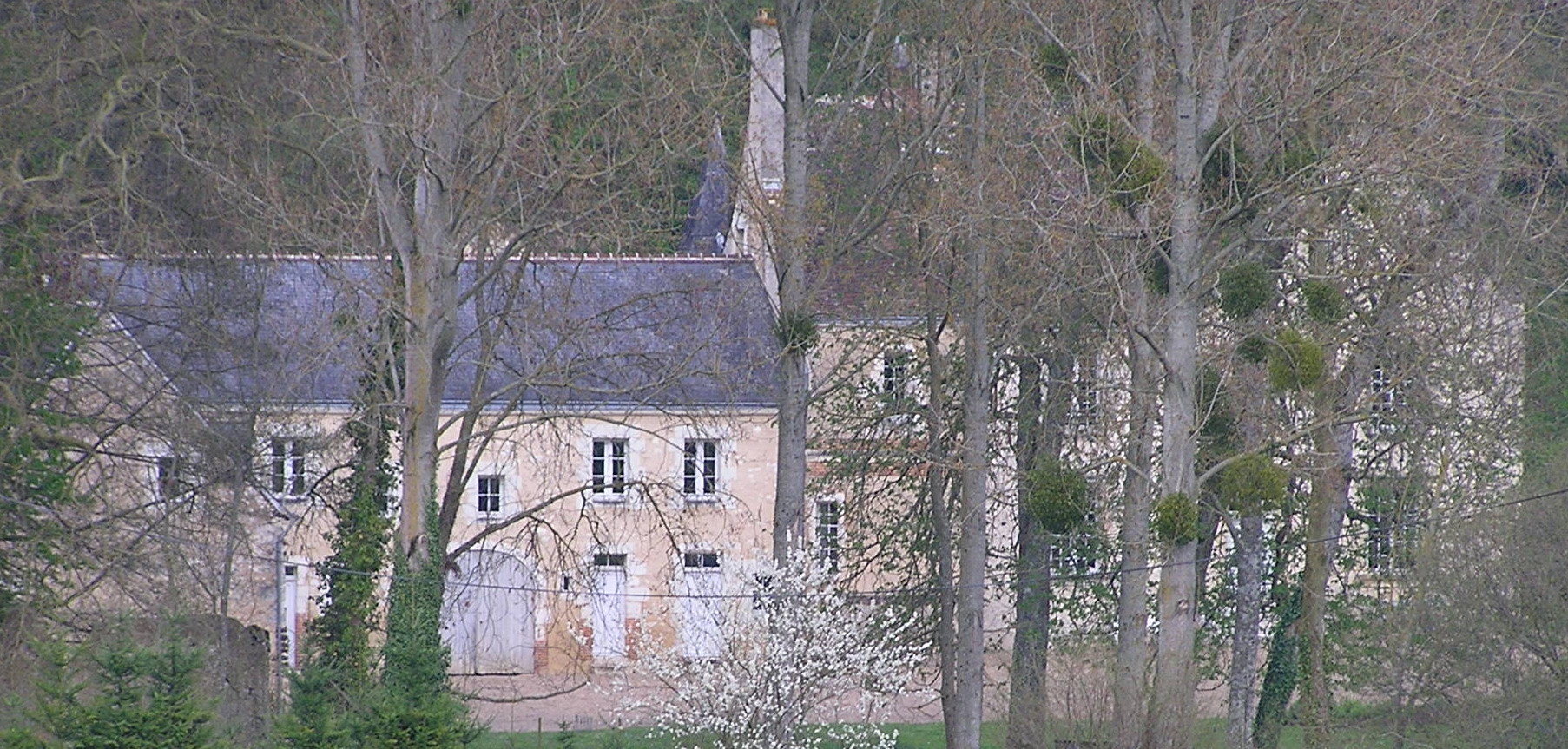
Le manoir de la Béchuère
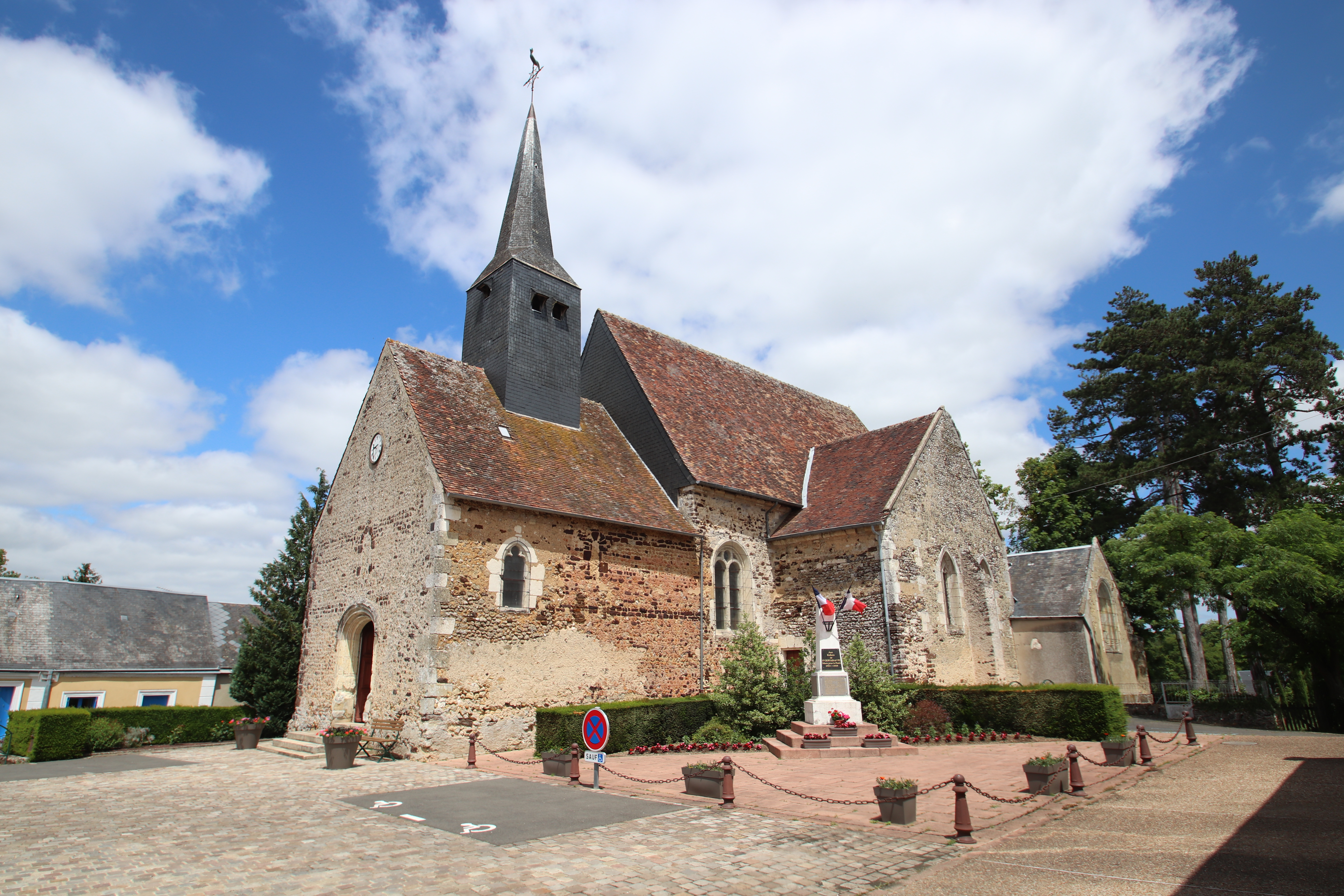
L'église

### Sports
L'Union sportive gervaisienne fait évoluer une équipe de football en division de district.

### Héraldique
| Armes de Saint-Gervais-de-Vic | Les armes de la commune de Saint-Gervais-de-Vic se blasonnent ainsi : D'azur au chevron d'argent chargé de cinq burèles de gueules, et accompagné en chef de deux lézards montants en pal d'argent et en pointe de trois billettes mal ordonnées du même, au chef cousu de gueules chargé d'un léopard aussi d'argent accosté de deux roses d'or. |